# Arthur Williams (boxe anglaise)
Pour les articles homonymes, voir Arthur Williams et Williams.
Arthur Williams est un boxeur américain né le 12 novembre 1964 à Pensacola, Floride et mort en avril 2023.

## Carrière
Passé professionnel en 1989, il devient champion du monde des lourds-légers IBF en battant Imamu Mayfield le 30 octobre 1998 par arrêt de l'arbitre à la 9e reprise mais il s'incline dès sa première défense contre le kazahke Vassiliy Jirov le 5 juin 1999.
En 2004, Arthur Williams essaie de s'exprimer en boxe pied poing contre Alexey Ignashov, le combat sera à sens unique puisqu'il s'inclinera à la fin du premier round par TKO après s'être fait shooter la jambe à plusieurs reprises.